# Steve Kramer
Steven P. Kramer, detto Steve (Sandy, 1º gennaio 1945), è un ex cestista statunitense, professionista nella ABA.